# Calvinův cyklus
Calvinův cyklus je metabolická dráha fixace a redukce oxidu uhličitého probíhající v temnostní fázi fotosyntézy (sekundární děje) za vzniku sacharidů. Bývá nazýván také C3-cyklus, protože prvním stabilním meziproduktem je tříuhlíkatý 3-fosfoglycerát.
CO2 je řadou enzymatických reakcí za spotřeby redukčních ekvivalentů (NADPH) a energie (ATP) ze světelné fáze fotosyntézy vázán na výchozí akceptor ribulóza-1,5-bisfosfát a redukován na tříuhlíkatý sacharid glyceraldehyd-3-fosfát, který je dále přeměněn na jednoduché sacharidy (cukry) a další organické látky (škrob, bílkoviny, …).
Cyklus byl objeven vědci Melvinem Calvinem, Andrewem Bensonem a Jamesem Basshamem. Využitím izotopu uhlíku 14C jako indikátoru dokázali zmapovat úplnou dráhu, kterou uhlík putuje skrze rostlinu při fotosyntéze - od jeho absorpce z atmosféry (jako CO2) až po přeměnu na sacharidy a jiné organické sloučeniny. Calvinovi byla v roce 1961 udělena Nobelova cena za výzkumy asimilace oxidu uhličitého v rostlinách.

## Průběh cyklu
Cyklus lze rozdělit na 3 fáze:
1. Karboxylace neboli fixace CO2 na výchozí substrát – ribulóza-1,5-bisfosfát
2. Redukce vzniklého tříuhlíkatého meziproduktu na triózu glyceraldehyd-3-fosfát
3. Regenerace akceptoru ribulóza-1,5-bisfosfátu z trióz

Počty molekul v následujícím popisu jsou uvedené pro jednu úplnou otáčku cyklu.

### Fixace CO2

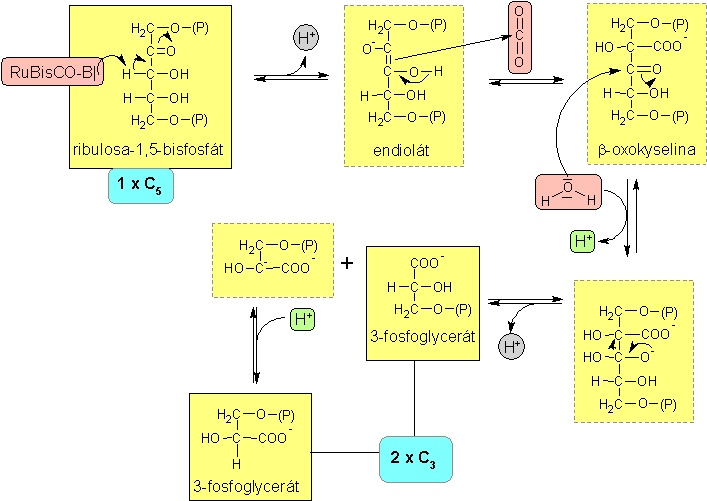
Náhled schématu karboxylace: z pentózy a oxidu uhličitého vznikají za pomoci enzymu RuBisCO dvě triózy.

Ze tří molekul ribulosy-5-fosfátu (Rbu-5-P) se za pomoci fosforibulosa-kinasy a 3 ATP vytvoří 3 molekuly ribulosa-1,5-bisfosfátu (Rbu-1,5-P2), který je substrátem. 3 molekuly Rbu-1,5-P2 reagují se 3 molekulami CO2 za vzniku 6 molekul 3-fosfoglycerátu (3-P-Gri). Karboxylace je katalyzována enzymem ribulosabisfosfát-karboxylasa/oxygenasa (RuBisCO). Enzym 3-fosfoglycerát-kinasa za spotřeby 6 ATP přemění 6 molekul 3-P-Gri na 6 molekul 1,3-bisfosfoglycerátu (1,3-P2-Gri).
Karboxylace pomocí enzymu RuBisCO probíhá přes řadu meziproduktů. Z C3 uhlíku ribulosa-1,5-bisfosfátu se odejme proton a vzniká endiolát, který nukleofilně reaguje s CO2. Na vzniklou β-oxokyselinu se rychle aduje na uhlík C3 voda. Vzniklý adiční produkt se štěpí na 2 molekuly 3-fosfoglycerátu.

### Redukce
6 molekul 1,3-P2-Gri se pomocí 6 NADPH a enzymu glyceraldehyd-3-fosfát-dehydrogenasy zredukuje na 6 molekul glyceraldehyd-3-fosfátu (Gri-3-P). 5 ze 6 molekul pokračuje v cyklu dále, 1 molekula je produktem fotosyntézy, ze kterého se poté syntetizují další látky (sacharidy, škrob, bílkoviny, …).

### Regenerace

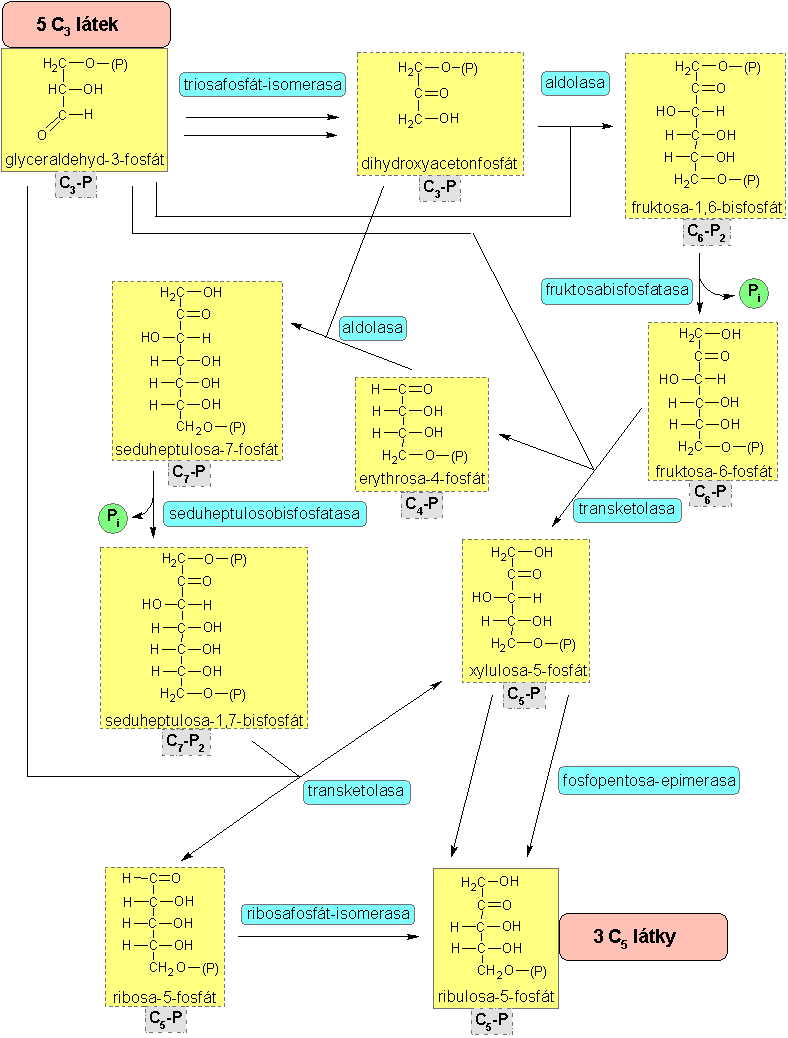
Náhled schématu regenerace ribulóza-5-fosfátu: z pěti molekul trióz vznikají enzymatickými reakcemi tři molekuly pentóz

Z 5 molekul Gri-3-P se musí vytvořit 3 molekuly Rub-5-P. Pozoruhodná řada reakcí je podobná pentosové dráze. Reakce probíhají bez spotřeby další energie (ATP) nebo redukčních ekvivalentů (NADPH). Regeneraci můžeme rozdělit na 4 skupiny reakcí (v závorce jsou použité enzymy):
1. C3 + C'3 → C6 (aldolasa, bisfosfatasa)
2. C3 + C6 → C4 + C'5 (transketolasa)
3. C'3 + C4 → C7 (aldolasa, bisfosfatasa)
4. C3 + C7 → C5 + C'5 (transketolasa)

Z dvou molekul Gri-3-P se pomocí enzymu triosafosfát-isomerasa vytvoří 2 molekuly dihydroxyacetonfosfátu (→C'3). Výslednými pětiuhlíkatými látkami jsou 2 molekuly xylulosa-5-fosfátu (→C'5), která se na Rbu-5-P převede enzymem fosfopentosa-epimerasa, a 1 molekula ribosa-5-fosfátu (→C5), který se izomeruje ribosafosfát-isomerasou.

## C3-rostliny
Rostliny, které fotosyntetizují pomocí Calvinova cyklu, se nazývají C3-rostliny. Patří mezi ně většina kulturních rostlin (např. obilniny (mimo kukuřice), řepa, slunečnice, …).
C3-rostliny, vznikající během Mezozoika a Paleozoika[zdroj?], předcházely C4-rostlinám a stále představují 95 %[zdroj?] zemské rostlinné biomasy.
Rostliny, které žijí pouze z C3 fixace, mívají úspěch v místech se středními teplotami a slunečním zářením, kde je ve vzduchu přes 200 ppm oxidu uhličitého a hodně podzemní vody.
Jejich nevýhodou je, že více než 50 %[zdroj?] vyrobených produktů souběžně spotřebovávají – zoxidují při tzv. fotorespiraci – a vytvářejí tedy méně zásobních látek.
C4 mohou žít v místech, kde mají nedostatek oxidu uhličitého, protože disponují mechanismem pro koncentrovaní CO2 (Hatch-Slackův cyklus).
Zajímavou adaptaci mají sukulentní rostliny (tzv. CAM-rostliny). Jejich průduchy musí být přes den uzavřeny. CO2 je přijímán jen v noci a vázán do kyseliny jablečné. Z ní je podle potřeby uvolňován pro Calvinův cyklus. Toto přizpůsobení se nazývá CAM cyklus (je úpravou Hatch-Slackova cyklu).
Užití izotopově značeného CO2 u rostlin C3 vykazuje vyšší vyčerpání uhlíku 13C než u rostlin C4.[zdroj?]